# Polygala effusa
Polygala effusa är en jungfrulinsväxtart som beskrevs av J.A.R. Paiva och M. Thulin. Polygala effusa ingår i släktet jungfrulinssläktet, och familjen jungfrulinsväxter. Inga underarter finns listade i Catalogue of Life.